# Giacciano con Baruchella
Giacciano con Baruchella là một đô thị ở tỉnh Rovigo ở vùng Veneto của Ý, có khoảng cách khoảng 80 km về phía tây nam của Venezia và khoảng 25 km về phía tây của Rovigo. Tại thời điểm ngày 31 tháng 12 năm 2004, đô thị này có dân số 2.302 người và diện tích là 18,3 km².
Đô thị Giacciano con Baruchella có các frazioni (các đơn vị cấp dưới, chủ yếu là các làng) Baruchella, Giacciano, Madonna del Paneto, Magona, và Zelo.
Giacciano con Baruchella giáp các đô thị: Badia Polesine, Castagnaro, Castelnovo Bariano, Ceneselli, Trecenta, Villa Bartolomea.